# Benczúr Társaság
Benczúr Társaság (Budapest, 1921-1954)

## Története
A Benczúr Társaság Benczúr Gyula festőművész néhány tanítványának kezdeményezésére alakult meg 1921-ben Budapesten. A társaság célja volt Benczúr Gyula történeti- és portréfestő mester emlékezetének ébrentartása és a konzervatívabb, akadémikus művészetfelfogás ápolása, az értékmegőrzés. Kiállításokat rendeztek a Nemzeti Szalonban, publikációkat adtak ki céljaik érdekében. Első elnökük Dudits Andor volt, következő jeles elnöke a Társaságnak Pentelei Molnár János.

## Tagjai betűrendben
- Áldor János László festő
- Berán Lajos éremművész
- Burghardt Rezső festő
- Csánky Dénes festő
- Déry Béla festő
- Dudits Andor festő
- Frank Frigyes festő
- Gy. Sándor József festő
- Kálmán Péter festő
- Katona Nándor festő
- Kunwald Cézár festő
- Olgyay Ferenc festő
- Pentelei Molnár János festő
- Tolnay Ákos festő
- Udvary Pál festő

## Kiállítások
- Nemzeti Szalon (1923)
- Nemzeti Szalon (1925)
- Nemzeti Szalon (1927)